# Молодецьке (Знам'янський район)
Молодецьке  — колишній населений пункт в Кіровоградській області у складі Знам'янського району.

## Стислі відомості
Перша назва - Скляревське.
В 1930-х роках — у складі Знам'янського району Одеської області.
В часі Голодомору 1932—1933 років нелюдською смертю померло не менше 21 людини.
Раніше село називалось Скляревське.

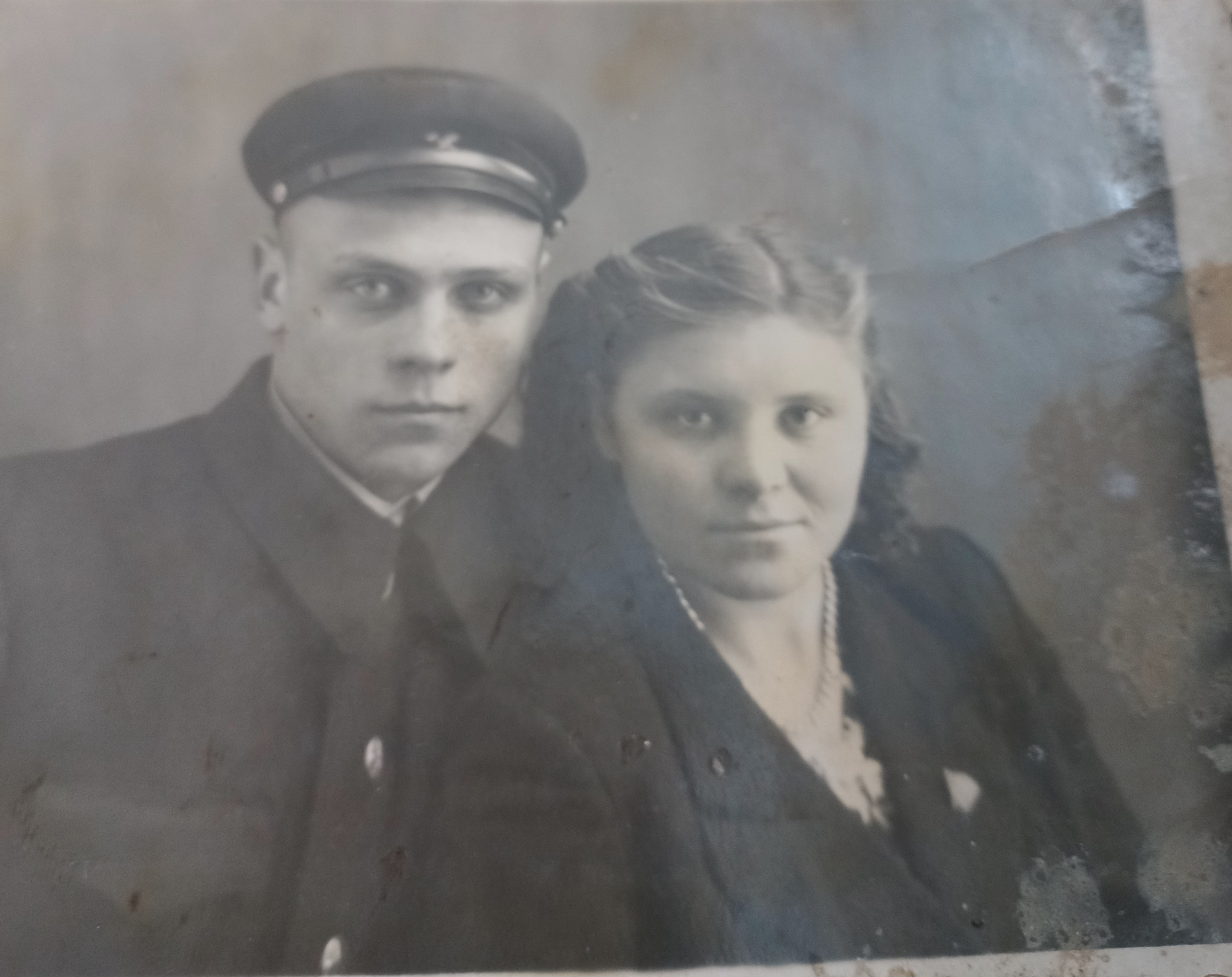
Місцевий житель Віктор Самброс з подругою у Знам'янці, 1956

Після 1972 року включено у склад села Петрове.